# Marie-Anne de Vichy-Chamrond
Marie-Anne de Vichy-Chamrond (castell de Chamrond, Borgonya, 25 de setembre de 1697– París, 23 de setembre de 1780), marquesa du Deffand, fou una escriptora i tertuliana francesa.

## Biografia
Marie-Anne de Vichy-Chamrond es casà amb Jean Baptiste de la Lande, marquès de Deffand, molt més gran que ella. El seu caràcter poc respectuós cap al marit i amb les tradicions familiars va fer que aviat acabés vivint en un altre lloc. La seva personalitat i els contactes amb el president del Parlament Hénault, que era el seu amant, li van permetre mantenir un saló que es va fer un camí per acollir un públic literari i filosòfic. Entre els personatges que assistien a les seves tertúlies hi havia d'Alembert, Montesquieu, Marivaux, Turgot i Condorcet. Va mantenir una rivalitat amb Mme. Geoffrin i Mme. De Lespinasse, a les quals Marie-Anne havia introduït en aquest món de tertúlies amb personalitats intel·lectuals, però la gelosia va trencar una amistat de deu anys.
La seva postura davant de l'Enciclopèdia cada cop es va fer més opositora. Va intuir la Revolució francesa. De Marie-Anne cal destacar Les cartes, publicades en tres col·leccions. Una d'aquestes col·leccions és un intercanvi de sentiments i amistat intel·lectual amb l'anglès Horace Walpole, vint anys més jove que ella, que va durar quinze anys.